# Abtei Unsere Liebe Frau von Donezan

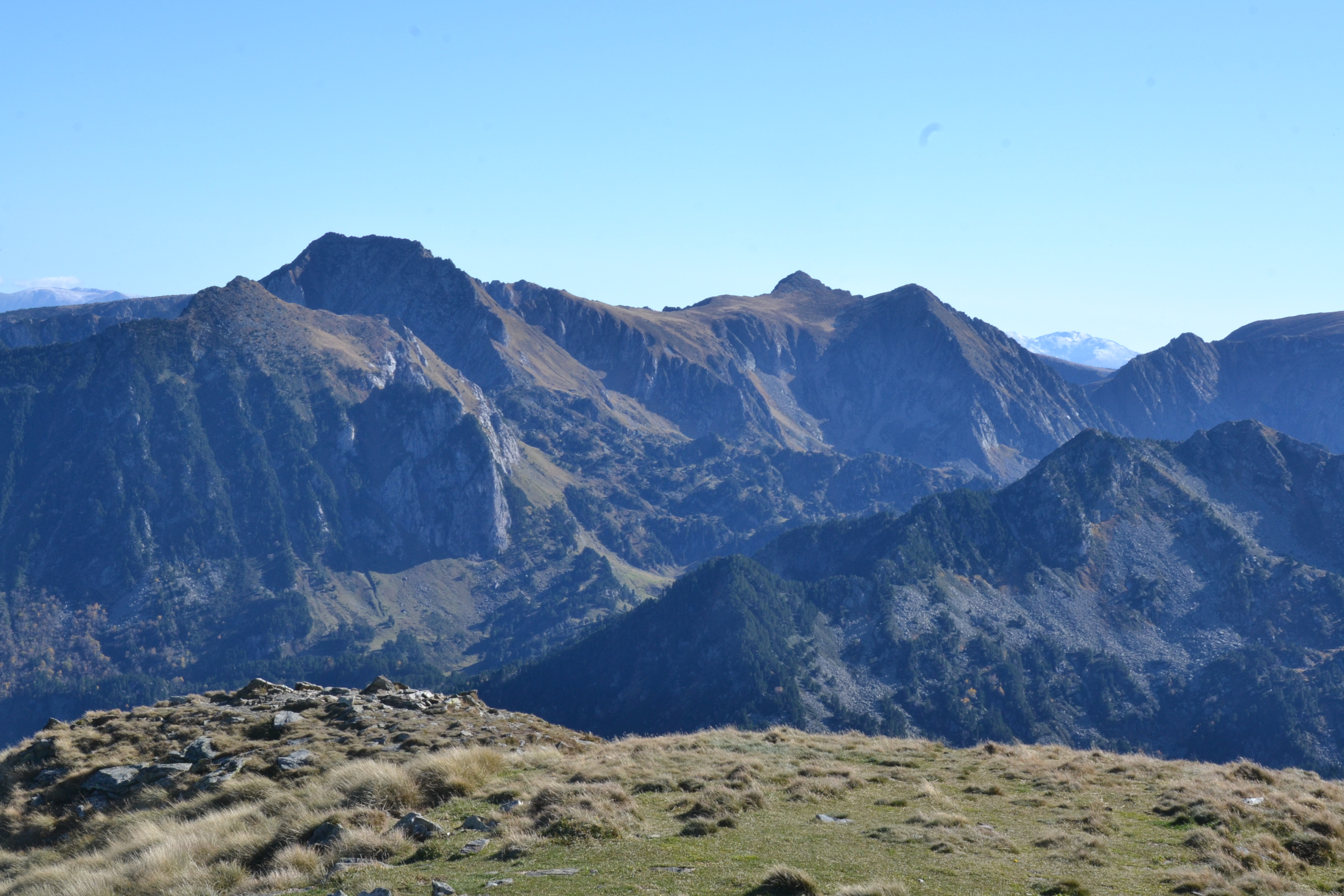
Bergmassiv von Donezan

Die Abtei Unsere Liebe Frau von Donezan (franz. Abbaye Notre-Dame de Donezan) ist eine Benediktinerabtei aus der Kongregation von Solesmes. Sie liegt im Donezan im Département Ariège, auf 1.350 m Höhe.

## Geschichte
Seit 2006 rodeten die Mönche der ehemaligen Abtei Gaussan das kurz zuvor erworbene Terrain. Vier Mönche bewohnten den Ort bereits dauerhaft in Zelten.
2007 begann die Landwirtschaft mit Milchvieh und der zugehörigen Käseproduktion.
Zu Ostern 2008 siedelt der größte Teil der Klostergemeinschaft von Gaussan in das Donezan um.
2017 besteht die Abtei aus 20 Mönchen.
Die Arbeiten an der Klosterkirche und an den weiteren Gebäuden dauern bis heute an.